# Kokei Uehara
Kokei Uehara (Naha, 26 de novembro de 1927) é um engenheiro hidráulico nipo-brasileiro, formado na Escola Politécnica da Universidade de São Paulo, onde é professor doutor emérito e livre docente. Participou dos projetos de muitas das grandes barragens hidrelétricas brasileiras construídas a partir da segunda metade do século XX, incluindo Barra Bonita, Bariri, Ibitinga, Promissão, Três Irmãos, Jupiá, Ilha Solteira e Itaipu.

## História

### Primeiros anos e a vinda ao Brasil
Nasceu em Naha, na província de Okinawa no Japão, no dia 26 de novembro de 1927 e veio para o Brasil aos nove anos, completados durante a viagem, com uma irmã e um casal de tios, no navio Santos Maru. Chegou ao Brasil em dezembro de 1936:
Quando eu subi no navio - íamos a Kobe onde todos os emigrantes iriam se reunir -, fiquei desesperado. Vi meus pais lá embaixo, quis descer mas me impediram. Vi meus pais correndo pelo cais até nos perder de vista. Essa foi a última vez que vi meu pai. Aí, veio a guerra, e ele morreu lá, em Okinawa.— Kokei Uehara
Trabalhou na lavoura, em seus primeiros anos no país, juntamente como dois irmãos e duas irmãs que tinham vindo anteriormente para Promissão, no estado de São Paulo. A mãe e a irmã menor vieram anos mais tarde, após a guerra, quando ele já era estudante de engenharia.

### Vida acadêmica
Estudou na Escola Politécnica entre os anos de 1949 e 1953, depois passou a ser assistente-aluno, trabalhando nos primeiros modelos reduzidos para estudo de barragens construídos no país, técnica que foi trazida para o Brasil, por Saturnino de Brito. Foi orientado do professor Lucas Nogueira Garcez, que o incentivou a progredir na carreira docente.
Casou-se com uma nissei, estudante de Odontologia, chamada Kátia e já falecida. Morou por um ano e meio em Paris, entre 1955 e 1956, para estudar, com uma bolsa de estudos oferecida pelo governo francês, em um curso de Mecânica dos Fluidos na Sorbonne e Hidráulica Geral na École Nationale de Ponts et Chaussées, além de realizar um estágio no Laboratório de Hidráulica, em Chatou.
Voltando ao Brasil, além das aulas na Escola Politécnica, que passou a ministrar em 1958, trabalhava também na Comissão Interestadual da Bacia do Paraná-Uruguai, com o professor Paulo de Menezes Mendes da Rocha.

### Obra profissional
Desenvolveu cálculos para o projeto de diversas represas no Brasil, entre as quais:
- Barra Bonita,
- Bariri,
- Ibitinga,
- Promissão,
- Três Irmãos,
- Jupiá,
- Ilha Solteira e
- Itaipu

Fez o curso internacional de Hidrologia na Universidade Agraria de La Molina, em Lima, Peru, em 1964, mesmo ano em que se tornou livre docente na EPUSP.
Foi o representante do Brasil na Unesco, no período de 1965 a 1974, no chamado Decênio Hidrológico Internacional. Participou, em 1988, da viagem de estudos na VI Expedição Brasileira para a Antártica, no navio oceanográfico Professor Besnard.

### Reconhecimento
Uehara é um dos fundadores, tanto da FATEC como da FAT (Fundação de Apoio à Tecnologia) dessa faculdade. Recebeu os títulos de professor emérito tanto da EPUSP quanto da FATEC. É presidente de honra da FAT e presidente da Bunkyo - Sociedade Brasileira de Cultura Japonesa. Também foi fundador, junto com outros moradores da Associação de Moradores do Butantã, em 1966. É doutor Honoris Causa pela Osaka City University do Japão e Assessor de Apoio a Visitantes da Comissão de Cooperação Internacional da USP.
Está aposentado das funções docentes, motivo pelo qual não ministra mais aulas à graduação, entretanto continua professor de pós-graduação do Departamento de Engenharia Hidráulica e de Engenharia Sanitária da Escola Politécnica da USP.

## Biografia e homenagens
Sua biografia e obra estão retratadas em dois livros:
- Kokei Uehara – Domador de Rios, de Aldo Pereira, publicado pela Editora Expressão e Cultura.
- Kokei Uehara - Reflexões sobre a Engenharia e a Educação - Para uma Tecnologia Voltada para o Bem-Estar Social, organizado por Shozo Motoyama e publicado pela Aliança Cultural Brasil-Japão e CHC-SP - Centro Interunidade de História da Ciência

O Professor Kokei Uehara recebeu, por homenagem de seus alunos, uma placa de bronze comemorativa do seu importante trabalho para a engenharia, que dá nome a um espelho de água situado no interior do edifício da Engenharia Civil na Escola Politécnica, e que marcou sua passagem para a aposentadoria.